# Järvenpää
Järvenpää este o comună din Finlanda.